# Вице-губернатор (Российская империя)
Вице-губернатор (1708—1917) — должность гражданской службы в Российской империи, старший помощник (заместитель) губернатора — высшего чиновника в губернии. Имел, как правило, чин не ниже V—VI классов по табели о рангах.

## История
Должность появилась в России с первым учреждением губерний (1708). Вице-губернаторы являлись помощниками губернаторов и заведовали теми или другими вопросами общего губернского управления. В некоторых случаях они управляли иногда и второстепенными областными единицами, и тогда при них находились учреждения, подобные губернским. Вице-губернаторы существовали не во всех губерниях. Иногда вице-губернаторами назывались начальники губерний, когда эту должность занимали люди не родовитые.
После реформы 1719 года вице-губернаторами были названы провинциальные воеводы, то есть правители провинций, на которые подразделялась губерния, но название это не привилось. По учреждению о губерниях (1775) вице-губернаторами назывались председатели казённых палат, которые назначались верховной властью. В случаях отсутствия или болезни губернаторов они заступали их место. с 1837 года казённая палата получила особого председателя, а вице-губернатор был введён в состав губернского правления в качестве старшего члена этого установления и помощника губернатора по общему управлению губернией.
С середины XIX века вице-губернатор являлся непосредственным помощником и сотрудником начальника губернии по всем направлениям управления. Он считался старшим лицом в губернии после губернатора, уступая первенство только губернскому предводителю дворянства (в тех случаях, когда не заменял губернатора). В случаях болезни, отсутствия или увольнения губернатора вице-губернатор заступал его место, но в порядке исправления губернаторской должности следовало различать два случая. Если губернатор находился вне губернского города, но в пределах губернии, то он не устранялся от участия в делах, «особливо ему поручаемых». Вице-губернатор, в случае сомнения или разногласия с советниками губернского правления, оставлял дела до возвращения губернатора или отсылал их к нему на разрешение. Поэтому в данном случае исправление должности сводилось к ведению текущих и менее важных дел. Вице-губернатор подписывался в этом случае «за губернатора». В случае же болезни губернатора или выезда его из губернии вице-губернатор вступал во все его права и подписывался «Исправляющий должность губернатора» (сокр. «И. д. губернатора»).
В частности, на вице-губернатора было возложено наблюдение за делопроизводством в губернском правлении — над членами и чинами канцелярии губернского правления ему принадлежала дисциплинарная власть. Он состоял одним из директоров комитета попечительного о тюрьмах общества, председательствовал в попечительствах над исправительными арестантскими отделениями и приглашался к присутствованию в окружном суде при рассмотрении дел о вознаграждении за вред и убытки, причинённые неправильными распоряжениями должностных лиц административного ведомства. Вице-губернатор, по мере возможности, заседал во всех губернских присутствиях, комитетах, комиссиях и учреждениях, состоящих под председательством губернатора. С 1882 года на вице-губернаторов была возложена цензура частных периодических изданий в городах, где не было особых цензурных установлений. Наконец, губернатору было предоставлено поручать вице-губернатору частное обозрение городских и уездных управлений. В случае отсутствия или болезни вице-губернатора или исправления им должности губернатора все права и обязанности вице-губернатора принимал на себя старший советник губернского правления.
Вице-губернаторы существовали во всех губерниях Европейской России и Кавказского края, но в последнем управление Дагестанской и Карсской областью было вверено военным губернаторам, при которых на правах вице-губернаторов состояли помощники. Кроме того, кутаисский губернатор в качестве военного губернатора Батумского, Артвинского и Сухумского округов своей губернии имел при себе помощника. В Туркестанском крае при военных губернаторах также состояли помощники. В сибирских губерниях существовали особые председатели областных правлений, которые только в областях Забайкальской, Якутской и Приморской носили титул вице-губернатора.
Циркулярной телеграммой Временного правительства, опубликованной 7 марта 1917 года, вице-губернаторы, наряду с губернаторами, были устранены от исполнения обязанностей. По мнению А. Н. Ерошкиной, должность вице-губернатора была ликвидирована декретом ВЦИК и СНК «Об уничтожении сословий и гражданских чинов» от 10.11.1917.